# Sulcatogibbium punctaticolle
Sulcatogibbium punctaticolle is een keversoort uit de familie klopkevers (Ptinidae). De wetenschappelijke naam van de soort werd in 1908 gepubliceerd door Maurice Pic.